# アッパー・カナダ

アッパー・カナダ
Upper Canada  (英語)

アッパー・カナダの位置

アッパー・カナダ（英: Upper Canada）は、現在のカナダのオンタリオ州に存在していたイギリスの植民地である。
公式には1791年から1842年まで存在し、領域は大まかに現在の南オンタリオに一致した。アッパーという名前は緯度ではなく、川の上流という意味（海抜とも言い換えられる）から来ており、ローワー・カナダからはセントローレンス川の上流 (upper) に位置した。

## 概要
今日の南オンタリオの地域が最初にヨーロッパの支配下に入ったのは、ヌーベルフランスの一部としてだった。1763年のパリ条約でフランスからイギリスへ割譲され、1774年のケベック法でケベック植民地 (1763年 - 1791年)に組み込まれた。アッパー・カナダは、1790年にイギリスの議会を通過した植民地統治法によって1791年12月26日に一つの政体となった。この法はケベック植民地をアッパー・カナダとローワー・カナダに分け、それぞれの統治のやり方を定めたものだった。この区分により、アッパー・カナダに住む王党派アメリカ開拓者とイギリスからの移民はイギリスの法律と機構に組み込まれ、フランス語話者の多いローワー・カナダはフランスの市民法とカトリックの信仰を続けることができた。
植民地の統治は、副総督と行政委員会および立法議会によって行われた。初代副総督はジョン・グレイブス・シムコーであった。1796年2月1日、アッパー・カナダの首都はニューアーク（今日のナイアガラオンザレイク）からヨーク（今日のトロント）に移された。これはアメリカ合衆国からの攻撃に耐えやすいと判断したためであった。
アッパー・カナダの地方政府は「地区」が基本であった。1788年に4つの地区が置かれた。
- ルーネンバーグ地区（1792年にイースタン地区に改称）
- メクレンバーグ地区（後にミッドランド地区に改称）
- ナッソー地区（後にホーム地区に改称）
- ヘッセ地区（後にウェスタン地区に改称）

人口が増えるに連れて既存の地区の中から新しい地区が生まれ、1849年からは郡制が布かれたのでこちらが主流になった。この時、20の地区が存在したが、新しくケント地区を設立する立法は成立せずに終わる。1841年まで地区の役人は、たいていその地元の出身者であったが、副総督が任命した。地区の管理状況を監視して訴訟を扱うため、各地区には年4回、四季裁判所が設けられた。

## 米英戦争 (1812年-1815年)
米英戦争の間、アッパー・カナダは防御が弱く、アメリカから移住者が多く居たためにアメリカの主要な目標になった。しかしアメリカ合衆国内の分裂、ピリッとしないアメリカの民兵、能力の落ちるアメリカ軍の指揮官、それにイギリス軍指揮官アイザック・ブロックの素早く思い切りの良い行動によって、アッパー・カナダを北アメリカイギリスの一部として守り続けた。
イギリス軍は1812年8月6日にデトロイトを占領した。ミシガン準州はイギリス軍の支配下におかれ、1813年にイギリス軍が放棄するまで続いた。
アッパー・カナダ領内で戦われた戦闘は次のようなものがあった。
- クィーンストン・ハイツの戦い、1812年10月13日
- ヨークの焼き討ち、1813年4月27日
- ジョージ砦、1813年5月27日
- ストーニー・クリークの戦い、1813年6月5日
- ビーバー・ダムズの戦い、1813年
- エリー湖の湖上戦、1813年9月10日
- テムズの戦い、1813年10月5日
- クライスラー農園の戦い、1813年11月11日
- ニューアーク焼き討ち、1813年12月10日
- チッパワの戦い、1814年6月5日
- ランディーズ・レーンの戦い、1814年7月25日

アメリカ領内のアッパー・カナダ境界である北西部領土（ほとんどは今日のミシガン州）、ニューヨーク州北部および五大湖でも、多くの戦いが行われた。
1815年に批准されたガン条約で戦争が終わり、両国とも元の状態に戻すことで合意された。

## 反乱分子と1837年の反乱
1800年以後、王党派によって植民地が方向付けられ管理されていくことに疑問を投げかける反乱分子が、植民地にもイギリス本国の役人にも現れた。その指導者はロバート・ソープ、ジョセフ・ウィルコックス、ロバート・グーレイおよび極めつきはウィリアム・ライアン・マッケンジーであった。彼らは税金、土地に関する政策、イギリス聖公会と家族盟約の特権、政府歳出予算および報道の自由について体制にことごとく挑戦した。すべての市民は選挙権は無くとも発言の権利はあるものと主張したが、党派は作らなかった。1831年に王党派がマッケンジーを議会から追放すると紛争が拡大した。1837年、反乱分子の簡単な武装蜂起は失敗した。政府はアメリカの影響を非難して、「この国では、不幸なことにアメリカ市民の定住があまりに多く認められ、奨励された。このために地域社会の中には不誠実な敵がいる。 ... 植民地の多くの地域で、教師達はアメリカ人である。... これらの教師はイギリスのことを全く知らず、生徒を教えるときにイギリスと植民地の関係が投げかける義務のどれ一つも教えられない」とした。寡頭政治的な家族盟約を守護する王党派は次のように説明した。「急進派、革命家あるいは破壊分子はすべてアメリカの開拓者と土地の投機家で構成されており、古い階級の農夫で単純で無知な輩と毎年のようにアメリカやイギリスからやってくる冒険の徒が、それぞれの国の法律から逃れようとしている。」
初代ダーラム伯爵ジョン・ラムトン（ダーラム卿）による「責任ある政府」の支持により王党派の勢力を削ぎ、徐々に大衆は行政の貧弱さ、不公平な土地と教育の政策および性急な輸送需要に対する不適切な関心を拒絶していった。1840年代遅くまでにロバート・ボールドウィンとルイ・ラフォンテーヌによる責任ある政府が実現した。

## 土地の開拓
土地はフランス統治時代から開拓され続け、特にデトロイト川とセントローレンス川沿いは開拓された。しかし、アメリカ独立戦争後の1784年に王党派逃亡者と軍事関係者によって土地の開拓が加速された。その結果、1791年のアッパー・カナダ設立以前に、1763年宣言に従って、多くの土地が先住民族からイギリスに割譲されてきた。この土地はケベック政府によって調査され、特にセントローレンス川沿いの東オンタリオは西部郡区に、ローワー・カナダでは東部郡区として調査された。
初期の市政は地区の創設とともに始まった。特にウエスタン地区（今日のブラントフォードを含む）、イースタン地区、ゴア地区（今日のハミルトンを含む）およびホーム地区（今日のトロントを含む）で顕著であった。
アッパー・カナダでは1793年7月9日に奴隷制度反対法が成立した。
組織的な開拓地地割が決められたが、牧師保留地は別にされた。また1804年に設定されたエリー湖北岸のタルボット開拓地は例外とされた。
この開拓地地割は米英戦争の後、セントローレンス川、オンタリオ湖、エリー湖の岸を越えて広がった。1828年、イギリスはアッパー・カナダの初代移民局長官にA.C.ブキャナンを指名した。この肩書きは当時の植民地における移民に関してイギリスの中央政府寄りの考え方を反映しており、特に新しく到着する者の多くがイギリスから来ていたことによっていた。
戦争を経験したイギリス軍の古参兵は無償で土地を提供され厳しい冬を耐えて定着した。戦争の前の期間とは異なり、移民はヨーロッパ、特にイギリスからであり、戦争前は大挙してやってきたアメリカからではなかった。非常に安価な、時には無償の土地が移民の気を引くための広告代わりに提供された。これは財政的に厳しい場合でも行われた。大西洋を渡る旅費も木材を運ぶ船の帰り便を利用することによって安価に抑えられた。1830年代初期、人口は毎年10%の率で増え続けた。1820年代には、多くのドイツ語を話すメノナイト移民がペンシルベニア州からアッパー・カナダのグランド川地区に移住し、やはりドイツ語を話すアーミッシュに加わった。彼らの子孫の多くは現在でもペンシルベニアドイツ語を話している。
地下鉄道 (秘密結社)のルートを使って何千もの逃亡奴隷がアメリカからアッパー・カナダへ入っていると見積もられている。
アッパー・カナダは1840年の連合法で政体としては消え、ローワー・カナダと合併してカナダ連合を形成した。これは主としてアッパー・カナダとローワー・カナダでそれぞれ1837年と1837年から1838年に起こった反乱に対応するものだった。1867年のカナダ連邦が造られた時、カナダ連合は再び元の境界で分けられオンタリオ州とケベック州となった。
アッパー・カナダという名前は幾つかの化石化した形で残されている。顕著なものはアッパー・カナダ法律協会、アッパー・カナダ木材、アッパー・カナダ・カレッジ、アッパー・カナダ・モール（オンタリオ州ニューマーケット）およびアッパー・カナダ醸造会社である。
1796年、首都が初めてニューアークからトロントに移されたとき、アッパー・カナダの議会議事堂はパーラメント・ストリートとフロント･ストリートの角にあった。この建物は米英戦争の間に燃えてしまい、再建されたものも事故で再び焼失した。この場所は結局放棄されて、議事堂は西に移された。2001年、元の議事堂の残骸が発見された。今日、開発するか歴史的な場所を解明するか、保存主義者と歴史家の間で論争が繰り広げられている。現在は政府がその場所の大部分を賃貸している。

## 人口
| 年   | 推定人口 |
| ---- | -------- |
| 1806 | 70,718   |
| 1811 | 76,000   |
| 1814 | 95,000   |
| 1824 | 150,066  |
| 1825 | 157,923  |
| 1826 | 166,379  |
| 1827 | 177,174  |
| 1828 | 186,488  |
| 1829 | 197,815  |
| 1830 | 213,156  |
| 1831 | 236,702  |
| 1832 | 263,554  |
| 1833 | 295,863  |
| 1834 | 321,145  |
| 1835 | 347,359  |
| 1836 | 374,099  |
| 1837 | 397,489  |
| 1838 | 399,422  |
| 1839 | 409,048  |
| 1840 | 432,159  |